# 水夏弐律
『水夏弐律』（すいかにりつ）は、CIRCUSより2011年9月30日に発売された18禁美少女アドベンチャーゲームである。

## 概要
かつてCIRCUSより発売されたソフト「水夏」の続編に当たる。2011年9月30日に発売された。
現実の発売日に合わせてあるのか、作品の時系列は前作からちょうど10年後にあたり、前作と関わりがあると思われる人物も数名登場するようだ。舞台も常盤村ではなく、古隠村という場所に新しく移っている。

## 登場人物

### ヒロイン
蔵木 亜美（くらき あみ）
声：篠崎エリカ
「依存し続ける、夢見る少女」
御手洗 芽衣（みたらい めい）
声：葉月あおい
「真実を求め続ける、猪突猛進少女」
阿藤 遥（あとう はるか）
声：nazuna米
「過去を受け入れ、明日を信じる女」
名無しの女の子
声：青葉りんご
「死に近いところに現れる女の子」

### サブキャラクター
名無し（ななし）
声：きのみ聖
紅葉（くれは）
声：高田潤里
「鬼女と呼ばれた女」
蛍（ほたる）
声：かがみありす
「紅葉を慕う神社の巫女」
明智 光彦（あけち みつひこ）
「部長に巻き込まれ続ける、唯一の部員」
綾瀬 高志（あやせ たかし）
「病院に入院している、自由奔放な青年」
白河 かなで（しらかわ かなで）
「万屋ひまわり堂の看板娘」

## スタッフ
- 企画・シナリオ：本田宗、tamaio
- 原画：おかざきみつき（紅葉篇 吊無し）、結月かりん（たこまち）（美術）
- 音楽：本田宗、tororo

## 音楽
OP主題歌
- 「startline」
- 歌・作詞・作曲・編曲：No Life Negotiator
- 「CALLING」
- 歌・作詞・作曲・編曲：No Life Negotiator

ED主題歌
- 「影法師 -KAGEBOUSHI-」
  - 歌：yozuca*
- 「fragment ClassicErhu」
  - 歌：yozuca*
- 「fragment -NOLANEGO KAEDE NEXT Ver-」
  - 歌・編曲：No Life Negotiator / 作詞・作曲：tororo
- 「星に願いを」
  - 歌：麻也

挿入歌
- 「グルグループ」
  - 歌：NOXAH
- 「光」
  - 歌：Prico
- 「みち」
  - 歌・作曲・編曲：No Life Negotiator / 作詞：SAYA・No Life Negotiator

## 特典

### 初回限定版特典
設定資料集
原画家・結月かりんの美麗なイラストを中心に、『水夏弐律』の設定資料が盛り沢山。
オリジナルROM
1. 麻雀ゲーム「水夏弐律じゃん」、『水夏弐律』の登場人物たちと麻雀で勝負。
2. ドラマCD - 描き下ろしオリジナルストーリーを収録。
3. スマートフォン用壁紙素材 - これで『水夏弐律』仕様にデコっちゃおう。

「水夏弐律」オリジナルサウンドトラック
ゲーム中に使用されるBGM、主題歌、挿入歌を全て収録。

### 店舗予約特典
- B2タペストリー
- ドラマCD『飛び出せ報道部 外伝 五月の花嫁』御手洗芽衣